# بگو بخند
مسابقه استعدادیابی بگو بخند به تهیه کنندگی مسعود شریعت نیا، کارگردانی شهاب عباسی با اجرای عبدالله روا و داوری شهاب عباسی، نعیمه نظام دوست، نصرالله رادش و شهرام شکیبا است که گروه‌های شرکت کننده از تمامی کشور را در عرصه‌های مختلف هنری همچون بازیگری، موسیقی، تئاتر و … در ۴ مرحله رقابتی به داوری می‌گذارند.
در ۴ فروردین سال ۱۴۰۲ در شبکه نسیم و در زمان مدیریت سیدمحمدرضا خوشرو بر روی صحنه تلویزیون رفت. سه قسمت اول برنامه بگوبخند در قالب ویژه برنامه شب یلدا از شبکه نسیم پخش شد.
شهاب عباسی به عنوان کارگردان و مسعود شریعت نیا به عنوان تهیه‌کننده در برنامه «بگوبخند» حضور دارند.
مسابقه روی محور استعدادیابی و تحقیق بر پایهٔ خنده و شوخی در شبکه نسیم است.